# روبرت إس. ستيفنز (سياسي)
روبرت إس. ستيفنز (بالإنجليزية: Robert S. Stevens)‏ هو محامي وسياسي أمريكي، ولد في 27 مارس 1824 في الولايات المتحدة، وتوفي بنفس المكان في 23 فبراير 1893. حزبياً، نشط في الحزب الديمقراطي. وقد انتخب عضو مجلس ولاية كانساس وانتخب عضو مجلس النواب الأمريكي.